# サグントゥム包囲
サグントゥム包囲戦（サグントゥムほういせん）は、カルタゴの将軍でヒスパニアを統治していたハンニバルが、共和政ローマの同盟国であるサグントゥムを紀元前219年に包囲し、8か月後に陥落させた戦いである。この包囲戦の最中に、ローマ元老院はハンニバルとカルタゴに元老院議員の使者を送って抗議の意を示したが、カルタゴ側は拒否した。その後、ザクントゥムは紀元前218年に陥落し、住民は奴隷にされた。これを受けて、ローマ元老院はカルタゴに宣戦布告をし、第二次ポエニ戦争の始まりとなった。